# 三井麻琴
三井 麻琴（みつい まこと、1990年2月17日 - ）は日本のグラビアアイドル。東京都出身。元フラワーエージェント所属。

## 出演

### テレビ
- おじいさん先生（日本テレビ） - 第3回にゲスト出演
- ズバリ言うわよ!2時間スペシャル（TBS）
- グラビアトークオーディション（TBS）
- 新・美少女図鑑（エンタ!371 スカイパーフェクTV!） - 第50回に出演
- 月刊アイドル通信（エンタ!371 スカイパーフェクTV!）
- ランク王国（TBS）